# 汽车追逐

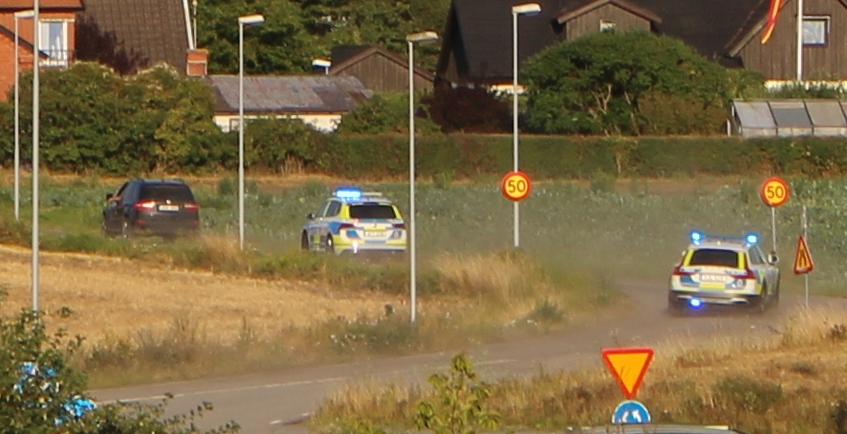
2020年8月，瑞典警車正在追捕逃犯

汽车追逐是指一輛汽车追趕另一輛汽車，通常警方在追捕犯罪嫌疑人時會出現汽车追逐這種場景。 随着20世纪汽車產業的兴起，汽车保有量不斷增加，越来越多的犯罪分子為逃避警察追捕，他們會選擇駕車逃逸。警车追捕犯人的场景經常出現在新聞中。动作片和电子游戏中有時也會出現汽車追逐這一場景。
1988年，俄亥俄州伯里亚的警方開車追捕犯人，而且追捕的過程中被人拍成視頻。這是美國首個與警車追逐場景有關的視頻。当KCAL-TV播出這一畫面時，該電視台的收视率翻了两番。  2002年，洛杉矶报告了700起警車追捕事件。 警方要求新闻媒体不要報道追捕畫面，因為這樣會吸引围观者前去圍觀，從而阻碍警方追捕。